# Сарколіт
Сарколіт (рос. сарколит; англ. sarcolite; нім. Sarkolith m, Sarcolit m) — мінерал кальцію, натрію, алюмінію.

## Загальний опис
Хімічна формула:
- За Є. Лазаренком мінерал складу (Ca, Na)8[O2|(Al(Al, Si)Si2O8)6].
- За К. Фреєм:: (Ca, Na)4[O2(Al, Si)SiO4)6].
- За «Fleischer's Glossary» (2004): NaCa6Al4Si6O24F.

Містить (%): CaO — 33,4; Na2O — 4,1; Al2O3 — 22,6; SiO2 — 39,9. Сингонія тетрагональна. Тетрагонально-пірамідний вид. Кристали майже ізометричні. Густина 2,5-2,9. Тв. 5,5-6,0. Колір від світло-червоного до м'ясо-червоного. Блиск скляний. Можливо, є скаполітом, який містить кисень у вигляді додаткового аніона.

## Розповсюдження
Знахідки: у субвулканічних ксенолітах Монте-Сомми поблизу Неаполя (Італія). У вулканічних породах Везувію перебуває разом з авгітом, санідином, біотитом, кальцитом.

## Інші значення
Зайва назва ґмелініту. (L.N. Vauquelin, 1807).